# Cal Sastre (Tavertet)
Cal Sastre és una casa de Tavertet (Osona) inclosa a l'Inventari del Patrimoni Arquitectònic de Catalunya.

## Descripció
Edifici aïllat que consta de planta baixa i un pis amb coberta a doble vessant amb el carener paral·lel a la façana. a la façana principal té dues obertures per planta situades en el mateix eix i tenen la llinda i els brancals de grans carreus de pedra. El parament és de pedra irregular de mitjanes dimensions units sense ordre, excepte els angles que són de grans carreus.